# Krokodýl Dundee 2
Krokodýl Dundee 2  (v anglickém originálu Crocodile Dundee II) je australsko-americká filmová komedie z roku 1988, pokračování snímku Krokodýl Dundee (1986). Odehrává se v New Yorku, kde nyní Michael J. „Crocodile“ Dundee (Paul Hogan) žije s novinářkou Sue Charlton (Linda Kozlowski). Dostávají se do konfliktu s kolumbijským drogovým kartelem, který ženu unese a Dundee ji zachrání, přesto se nakonec rozhodnou ukrýt v jeho rodné Austrálii. I tam je však vůdce kartelu se svými lidmi najde a pokračují v bojích, nyní v Dundeeho známém prostředí.
Scénář napsal Hogan se svým synem Brettem. Film režíroval John Cornell (spoluautor scénáře a producent prvního filmu) a dále v něm hráli například John Meillon, Juan Fernández de Alarcón a Charles S. Dutton. Stejně jako první film, i pokračování bylo velmi úspěšné, úspěchu prvního filmu však nedosáhlo. V roce 2001 bylo uvedeno pokračování filmu pod názvem Krokodýl Dundee v Los Angeles.